# Ункурдинское сельское поселение
Ункурдинское се́льское поселе́ние — упраздненное в 2024 муниципальное образование в Нязепетровском районе Челябинской области Российской Федерации. В рамках административно-территориального устройства муниципальному образованию  соответствовал административно-территориальная единица Ункурдинский сельсовет.
Административный центр — село Ункурда.

## История
Статус и границы сельского поселения установлены Законом Челябинской области от 13 сентября 2004 года № 266-ЗО «О статусе и границах Нязепетровского муниципального района, городского и сельских поселений в его составе».
Упразднено Постановлением Губернатора Челябинской области от 22.01.2024 № 9.

## Население
| 2002  | 2010  | 2011  | 2012  | 2013  | 2014  | 2015  |
| ----- | ----- | ----- | ----- | ----- | ----- | ----- |
| 2712  | ↘1707 | ↘1701 | ↘1599 | ↘1543 | ↘1487 | ↘1454 |
| 2016  | 2017  | 2018  | 2019  | 2020  | 2021  |       |
| ↘1415 | ↘1352 | ↘1314 | ↘1272 | ↘1267 | ↘1079 |       |

## Состав сельского поселения
| № | Населённый пункт | Тип населённого пункта       | Население |
| - | ---------------- | ---------------------------- | --------- |
| 1 | Беляево          | посёлок                      | ↘100      |
| 2 | Деево            | посёлок                      | ↘54       |
| 3 | Калиновка        | село                         | ↘130      |
| 4 | Котово           | посёлок                      | ↘134      |
| 5 | Нестерово        | деревня                      | ↘158      |
| 6 | Постникова       | деревня                      | ↘23       |
| 7 | Ункурда          | село, административный центр | ↘1108     |

#### Упразднённые населённые пункты
- Алегазово — упразднённая в 1983 году деревня[19].
- Пригородный — упразднённый в 1995 году посёлок.